# Людвіг Бергер (режисер)
Людвіг Бергер (нім. Ludwig Berger, справжнє ім'я Людвіг Бамбергер (Ludwig Bamberger); 6 січня 1892, Майнц — 18 травня 1969, Шлангенбад) — німецький режисер, сценарист і письменник. Піонер телевізійних спектаклів.

## Біографія
Людвіг Бергер народився в сім'ї банкіра єврейського походження Франца Бамбергера. Вивчав історію мистецтва і германістику в Мюнхені та  Гейдельберзі. У 1914 році написав дисертацію на тему «Йоганн Конрад Зеєкац. Німецький художник вісімнадцятого століття» (Гейдельберг, 1916). Після початку війни пішов на фронт добровольцем, але був комісований через запалення окістя.
Бергер зайнявся театральною режисурою і 25 березня 1916 року поставив у міському театрі Майнца власну п'єсу «Садівниця кохання» за оперою Моцарта «Удавана садівниця». В подальші роки він працював у берлінських театрах з багатьма класичними творами, в основному, за Шекспіром.
Починаючи з 1920 року Людвіг Бергер активно працював у кіно. Визначальними для нього стали «Склянка води» і «Загублений черевик» (обидва 1923). Його перший звуковий фільм «Король волоцюг» був створений у 1930 році в США. Найвідомішим фільмом Бергера став мюзикл «Битва вальсів» (1933, за участю Ренати Мюллер, Ханни Вааг та Віллі Фріча).
У 1935 році Бергер емігрував через Францію і Нідерланди до Англії. Згодом він повернувся до Німеччини, де усамітнено жив в Шлангенбаді. Він намагався отримати замовлення з Парижа та Лондона, але зняв за кордоном лише кілька фільмів — «Три вальси» (1938) і «Багдадський злодій» (1940). Під час Французької компанії Бергер знаходився у Нідерландах і уникнув арешту, скориставшись фальшивими документами.
Після війни Людвіг Бергер багато подорожував і повернувся до Німеччини у 1947 році. Він працював у ФРН театральним режисером і постановником спектаклів на радіо, переважно за творами Шекспіра. Одночасно писав п'єси, прозові твори і працював над монографіями. Також добився успіхів у роботі над телевізійними спектаклями.
Похований на Головному кладовищі Майнца.

## Вибіркова фільмографія
Режисер
- 1920: Саламейський алькальд / Der Richter von Zalamea
- 1923: Стакан води / Ein Glas Wasser
- 1923: Загублений черевичок / Der verlorene Schuh
- 1925: Цимбелін / Cymbeline
- 1928: Вулиця гріха / Street of Sin
- 1928: Жінка з Москви / The Woman from Moscow
- 1928: Гріхи батьків / Sins of the Fathers
- 1930: Король волоцюг / The Vagabond King
- 1930: Плейбой у Парижі / Playboy of Paris
- 1933: Битва вальсів / Walzerkrieg
- 1933: Війна вальсів / La guerre des valses
- 1937: Пігмаліон / Pygmalion
- 1938: Три вальси / Les trois valses
- 1940: Десь у Голландії / Ergens in Nederland
- 1940: Багдадський злодій / The Thief of Bagdad (з Майклом Пауеллом і Тімом Веланом)
- 1950: Балерина / Ballerina
- 1954: Гравець / Die Spieler — телефільм
- 1955: Ундіна / Undine — телефільм
- 1957: Смерть Сократа / Der Tod des Sokrates — телефільм
- 1958: Багато галасу даремно / Viel Lärm um nichts — телефільм
- 1958: Сон літньої ночі / Ein Sommernachtstraum — телефільм
- 1961: Герман і Доротея / Hermann und Dorothea — телефільм

## Нагороди
- 1964 — Німецька кінопремія за багаторічний видатний внесок у Німецький кінематограф
- 1966 — Великий Хрест із зіркою ордена «За заслуги перед Федеративною Республікою Німеччина»

## Твори
- Wir sind vom gleichen Stoff, aus dem die Träume sind. Summe eines Lebens, 1953 (автобіографія)
- Die unverhoffte Lebensreise der Constanze Mozart, 1955
- Wenn die Musik der Liebe Nahrung ist, 1957
- Das Irdische und das Unvergängliche. Musiker der Romantik, 1963